# 7672 Hawking
Tiểu hành tinh 7672 Hawking là một tiểu hành tinh được đặt theo tên Stephen Hawking.